# Neuvillalais
Neuvillalais település Franciaországban, Sarthe megyében. Lakosainak száma 593 fő (2022. január 1.). Neuvillalais Vernie, Tennie, Conlie, Crissé, Mézières-sous-Lavardin és Rouez községekkel határos.

## Népesség
A település népességének változása:
| Lakosok száma | 583  | 591  | 603  | 590  | 590  | 595  | 598  | 601  | 593  |
|               | 2013 | 2015 | 2016 | 2017 | 2018 | 2019 | 2020 | 2021 | 2022 |